# مسعود امامی
مسعود امامی (زاده ۱۳۳۲ - درگذشته ۹ خرداد ۱۳۸۳) سیاست‌مدار اصلاح طلب ایرانی زاده شهر لار در فارس بود.
وی در رشته مدیریت تحصیل کرد و فرماندار شهرستان لارستان و استانداری قزوین را بر عهده داشته است.

## زندگی‌نامه
«آزادی و حق انتخاب افراد اولین نیاز جامعه و اولین مطالبات مردم در عرصه‌های مختلف بوده و هست و ما نمی‌توانیم بدون توجه به آزادیها و کرامت انسان بپردازیم، برای این که اگر ما به آزادی‌های مصرح و قانون اساسی برای جامعه و انسان توجه نداشته باشیم، حکومت به یک سمتی می‌رود که مطمئناً همهٔ عرصه‌های مختلف در اختیار کسانی خاص قرار خواهد گرفت مردم هیچ نقشی را در آینده نخواهند داشت.»

کتاب همسفر آفتاب
مسعود امامی در زمستان سال ۱۳۳۲ در شهر لار، استان فارس به دنیا آمد.

## تحصیلات
دوران تحصیل و کودکی را در کنار پدر در روستا سپری نمود و دیپلم خود را در شهر لار گرفت سپس جهت ادامه تحصیل به شیراز رفت و کارشناسی ارشد خود را در رشته مدیریت به دست آورد.

## حرفه
او از پایه‌گذاران جهاد سازندگی لارستان و از فعالان فرهنگی و آموزشی این شهر بود. در دوران جنگ ایران و عراق حضور چشمگیری به عنوان سنگرساز در جبهه‌های مختلف از جمله آزاد سازی خرمشهر، حضور در عملیات آزاد سازی بندر استراتژیک فاو، حضور در مناطق عملیات غرب و جنوب و مسئولیت پشتیبانی جنگ و جهاد فارس را به عهده داشت. پس از پایان جنگ به مدت ۶ سال فرمانداری شهرستان لار را برعهده داشت. از سال ۱۳۷۳ به ترتیب سمت مدیر کل امور اجتماعی استان فارس، معاون امور اجرایی شهرداری شیراز و معاونت سیاسی امنیتی استانداری بوشهر و معاونت برنامه‌ریزی استانداری فارس و نهایتاً ۲۸ شهریور ۱۳۸۰ استانداری قزوین را به عهده گرفت.

## سیاست
وی از پیشگامان مبارزات سیاسی و روشنگری‌های انقلابی از طریق پخش کتاب و اعلامیه‌های سیاسی بود.

## درگذشت
در ساعت ۵:۸:۴۶ بعدازظهر روز جمعه ۱۳۸۳/۳/۸ زمین‌لرزه‌ای با بزرگای ۶/۳ ناحیه گسترده‌ای از استان‌های شمالی ایران را لرزاند. فردای زلزله استاندار و معاونش، فرمانده ارتش و نیروی انتظامی و تیم رسانه‌ای صدا و سیما جهت بازدید از مناطق زلزله زده اعزام شدند. مسعود امامی روز نهم خرداد ماه ۱۳۸۳ در هنگام بازدید از مناطق زلزله زده روستایی منطقه رودبار الموت در شمال قزوین بر اثر سقوط بالگرد درگذشت.در این حادثه جمعی از مقامات محلی دیگر همراه او (در حدود ۹ نفر) کشته شدند. مراسم تشییع وی و دیگر مدیران از مقابل مسجد النبی قزوین و پس از انتقال به تهران در مقابل وزارت کشور مراسم برگزار شد.
در این حادثه به همراه او رحیم فعال، فرمانده منطقه انتظامی استان، حمید رضا بیات، معاون عمرانی استانداری، سرهنگ سلیمانیان افسر لشکر ۱۶ زرهی قزوین، سرهنگ جواد امینی، سرهنگ رجب محمدی و سروان عزیززاده کادر پرواز و نیز محمود صلاحی و ابوالفضل رجبی خبرنگاران صدا و سیما کشته شدند.

## گرامیداشت
- دوازدهمین سالگرد مسعود امامی در لارستان گرامی داشته شد.[۶]
- نامگذاری یکی از میدان‌های اصلی و خیابان‌های شهر قزوین به نام مسعود امامی[۱۷][۱۸]
- همسفر آفتاب، نوشته محمدعلی حضرتی

## روایت آخرین سفر
هشتم خرداد سال ۸۳ زمین لرزه‌ای در منطقه الموت رخ داد، زلزله‌ای که حالا پس از گذشت سالها، علاوه بر تلخی خرابی‌ها، خاطره‌ای تلخ‌تر در ذهن همه به یادگار گذاشته است.
فردای زلزله استاندار و معاونش، ارتش، نیروی انتظامی و تیم رسانه‌ای صدا و سیما همه مهیای بازدید از مناطق زلزله زده برای کمک و بهبود سریع اوضاع بودند.
بازدیدها انجام و تصمیماتی هم گرفته شد، اما هیچ‌کدام از کسانی که آن روز، نهم خرداد، سوار بر بالگرد، آسمان الموت زلزله زده را رصد کرده بودند، سروسامان یافتن منطقه را ندیدند.